# Ching W. Tang
Ching W. Tang es un físico químico estadounidense. Nació en Yuen Long, Hong Kong en 1947. Tang posee en la actualidad el título Profesor Doris John Cherry de Ingeniería Química, en la Universidad de Rochester. También posee posiciones conjuntas en el Departamento de Química y el Departamento de Física y Astronomía. Actualmente, se desempeña como uno de los editores asociados para la publicación Journal of Display Technology.

## Biografía
Tang recibió el grado de Licenciado en Química de la Universidad de British Columbia, Canadá en 1970. Posteriormente obtuvo su Doctorado en Físico Química de la Universidad de Cornell, Nueva York, EE. UU. en 1975. Se unió a Eastman Kodak en 1975 como Investigador, fue ascendido a Investigador Sénior en 1981, a Investigador Asociado en 1990, e Investigador Asociado Sénior en 1998. En 2003 fue nombrado miembro distinguido de los Laboratorios de Investigación de Kodak, de Eastman Kodak Company. En 2006 se incorporó a la Universidad de Rochester como Profesor Doris John Cherry.
Tang es el inventor de varios dispositivos electrónicos innovadores, entre ellos el diodo orgánico de emisión de luz (OLED), y la célula fotovoltaica orgánica de bicapa. Eficientes OLED basados en pequeñas moléculas se desarrolló por primera vez en el departamento de investigación de Eastman Kodak Company por Tang en 1970. Tang es ampliamente reconocido como uno de los líderes en electrónica orgánica y la industria fotovoltaica. Tang fue elegido miembro de la Academia Nacional de Ingeniería de EE. UU. en 2006 por "la invención del dispositivo emisor de luz orgánico y celdas solares de bicapa, las bases de la electrónica orgánica moderna".
Además de su investigación pionera en OLED y OPV, Tang hizo una serie de importantes innovaciones en la comercialización de una nueva tecnología de pantallas planas. Estas innovaciones incluyen "el desarrollo de materiales transporte y luminiscentes, mejorar la estructura de dispositivos, nuevos métodos de coloración por pixelación, y procesos de fabricación para la producción de pantallas OLED de matriz pasiva, y la adaptación de la tecnología de placa madre de matriz activa para pantallas OLED de alta definición".

## Asociaciones, premios y grados honoríficos

### Asociaciones
- 1998, Miembro de American Physical Society.[8]
- 2002, Miembro de Society for Information Display.
- 2006, Miembro de National Academy of Engineering de los Estados Unidos.[9]

### Premios
- 1994, Investigador Distinguido Eastman Kodak, de Eastman Kodak Company.
- 1999, Premio a la Trayectoria como Equipo Eastman Kodak, de Eastman Kodak Company.
- 2000, Premio a la Innovación Eastman, de Eastman Kodak Company.
- 2001, Premio Jan Rajchman, de Society for Information Display.
- 2001, Premio Carothers, de American Chemical Society.
- 2001, Premio a la Innovación Regional del Noreste, de American Chemical Society.[10]
- 2002, Premio Inventor del Año Rochester Law Association, de Rochester Intellectual Property Law Association.
- 2003, Premio a la Innovación como Equipo, de American Chemical Society.[11]
- 2003, Miembro distinguido de los Laboratorios de Investigación de Kodak, de Eastman Kodak Company.
- 2005, Premio de Investigación Humboldt, de la Fundación Alexander von Humboldt, Alemania.
- 2006, Cátedra Doris Johns Cherry, de la Universidad de Rochester.
- 2007, Premio Daniel E. Noble, de la IEEE.[7]
- 2010, Premio a la Trayectoria, de la Escuela Hajim de Ingeniería y Ciencias Aplicadas de la Universidad de Rochester.[12]
- 2011, Premio Wolf en Química, de Wolf Foundation[13]

### Grados Honoríficos
- 2002, Profesor Honorario, Shanghai University, China
- 2002, Profesor Honorario, South China University of Technology, China
- 2010, Doctor honoris causa, Shanghai University, China[14]

## Publicaciones Destacadas
- Tang, C. W., Two-layer organic photovoltaic cell, Applied Physics Letters (1986), 48(2), 183-5. DOI: 10.1063/1.96937
- Tang, C. W.; VanSlyke, S. A., Organic electroluminescent diodes, Applied Physics Letters (1987), 51(12), 913-15. DOI: 10.1063/1.98799
- Tang, C. W.; VanSlyke, S. A.; Chen, C. H., Electroluminescence of doped organic thin films, Journal of Applied Physics (1989), 65(9), 3610-16. DOI: 10.1063/1.343409